# Собор УПЦ МП 27 травня 2022 року
Собор Української православної церкви 27 травня 2022 року — собор УПЦ московського патріархату, який відбувся 27 травня 2022 року у Свято-Пантелеймонівському жіночому монастирі (Феофанія) в Києві для розгляду питань церковного життя під час повномасштабного вторгнення РФ до України. Рішення про скликання собору було прийняте Архиєрейським собором, який відбувся після позачергового засідання Синоду.

## Рішення
Рішення, прийняті собором, публічно не були оголошені, його учасники не отримали доступу до переліку прийнятих рішень. Публічно було оголошено про внесення змін до статуту про управління РПЦвУ, декларовано незалежність РПЦвУ від РПЦ та видалення згадок про таку залежність, окрім посилання на грамоту, видану патріархом Алексієм 1990 року. За результатом зустрічі було опубліковано постанову.
Згідно з даними, опублікованими УПЦ МП, також:
- вирішено відновити мироваріння;
- на період воєнного стану єпархіальним архієреям надано право самостійно ухвалювати рішення щодо питань єпархіального життя, що належать до компетенції синоду або керівника УПЦ МП, з подальшим інформуванням священноначалля;
- зазначена необхідність розвивати діяльність за кордоном;
- проголошений заклик до діалогу з ПЦУ, при цьому переходи до ПЦУ було названо «захопленням храмів»[2].

Рішення собору не були прийняті Донецькою та Симферопольською єпархіями, які задекларували єдність із РПЦ.

## Оцінки
На думку очільника ПЦУ митрополита Епіфанія, собор УПЦ МП нічого не змінив, залишивши УПЦ МП в єдності із РПЦ.
Російський релігійний журналіст Сергій Чапнін назвав рішення собору «РПЦЗ 2.0», підкреслюючи балансування між відмовою проголошувати автокефалію та адміністративним розривом з московським патріархатом, на належності до якого базується доктрина про канонічність УПЦ МП.
На думку архімандрита Кирила Говоруна, рішення собору спрямоване на відрив від Москви, а новий невизначений статус УПЦ МП можна порівняти з УПЦ Київського патріархату та з Македонської церквою у проміжку з 1967 до 2022.
Російський диякон Андрій Кураєв вважає розрив з московською патріархією неповним, оскільки остання не проголосила анафему учасникам собору, як це часто робили материнські церкви при проголошенні нових автокефалій.

## Реакція РПЦ
Російська православна церква не надала офіційної реакції, керівник Синодального відділу із взаємин церкви з суспільством Володимир Легойда повідомив, що РПЦ не може реагувати на інформацію з інтернету, а офіційних повідомлень від УПЦ МП вони не отримували. Митрополит Іларіон (Алфеєв) вважає, що собор лише підтвердив статус церкви, який був з 1990 року, та що єдність УПЦ МП та РПЦ залишилася без змін.
У червні Синод РПЦ підпорядкував собі кримські єпархії РПЦвУ, а у жовтні — Ровенківську єпархію на Луганщині. Донецька єпархія, хоча не була формально анексована, заявила про невизнання рішення собору.